# Сан Марцано сул Сарно
Сан Марца̀но сул Са̀рно (на италиански: San Marzano sul Sarno) е град и община в Южна Италия, провинция Салерно, регион Кампания. Разположен е на 20 m надморска височина. Населението на общината е 10 205 души (към 2010 г.).